# KattenKabinet
Il KattenKabinet ("Gabinetto dei gatti") è un museo di Amsterdam dedicato alle opere raffiguranti gatti.
Il museo si trova all'interno di un edificio al numero 497 del canale Herengracht, all'interno del famoso Gouden Bocht, e la collezione del museo comprende dipinti, disegni, sculture e altre opere d'arte di Picasso, Foujita, Rembrandt, Toulouse-Lautrec, Corneille, Théophile Steinlen, Hildo Krop ed altri artisti.

## Storia
La casa e l'edificio adiacente a Herengracht 499 furono costruiti nel 1667 per i fratelli Willem e Adriaen van Loon. La casa al 497 venne quindi assegnata a Willem e successivamente fu abitata dal sindaco di Amsterdam Jan Calkoen e dal politico Engelbert François van Berckel, che ricevette la visita di John Adamsquando era ambasciatore degli Stati Uniti nella Repubblica olandese.
Nel 1985 l'edificio fu restaurato e nel 1990 venne fondato il museo da Bob Meijer in memoria del suo gatto rosso John Pierpont Morgan, dal nome dell'omonimo banchiere.
Il museo è l'unica delle grandi case del Gouden Bocht ad essere aperta al pubblico e nel 2004 è stato utilizzato come location per le riprese del fim Ocean's Twelve.